# Василе Голдиш
Василе Голдиш (рум. Vasile Goldiș) је насељено место општине Белиу у жупанији Арад у Румунији. Према попису из 2021 године било је 503 становника.

## Становништво
Према попису становништва из 2011. године у насељу је живело 493 становника.
| Етнички састав према попису из 2011. године‍ | Етнички састав према попису из 2011. године‍ | Етнички састав према попису из 2011. године‍ | Етнички састав према попису из 2011. године‍ | Етнички састав према попису из 2011. године‍ |
| ------------------------------------------- | ------------------------------------------- | ------------------------------------------- | ------------------------------------------- | ------------------------------------------- |
|                                             |                                             |                                             |                                             |                                             |
| Румуни                                      | Румуни                                      |                                             | 370                                         | 75%                                         |
| Украјинци                                   | Украјинци                                   |                                             | 88                                          | 17,8%                                       |
| Роми                                        | Роми                                        |                                             | 20                                          | 4,1%                                        |